# Nahum Sarig
Nahum Sarig (en hébreu נחום שריג ) est né le 25 novembre 1914 au sein une famille juive religieuse orthodoxe de Jérusalem et est décédé le 27 juillet 1999. Il est l'un des premiers  généraux de l'armée israélienne ; il a été le commandant de la brigade du Néguev et fut aussi un des premiers officiers à avoir le grade de " sgan alouf " . 

## Biographie
Il compte parmi les fondateurs de Beit HaShita et entre dans les rangs du Palmah au début de l'année 1941, sous les ordres de Yigal Allon. En octobre 1945, dans la lutte des sionistes pour l'indépendance et contre les Anglais, Nahum Sarig conduit l'action de commandos juifs visant le camp d'Atlit, d'où s'échapperont 208 internés, membres de l'exécutif sioniste en Palestine mandataire (Yichouv) et membres de la Haganah. Il dirige également plusieurs opérations relatives à l'immigration illégale.
Lors de la guerre israélo-arabe de 1948, Nahum Sarig reçoit le commandement militaire de toutes les unités de l'armée israélienne, pour toute la région du Néguev, après avoir été déjà le commandant de ce secteur, dans le cadre du Palmach. 
Se révélant fin officier aux valeurs humaines prononcées, il dirige brillamment son unité dans la bataille pour la prise de Beer-Sheva dans le cadre de l'opération Horev, puis est à la tête des opérations pour la bataille d' El-Arish dans le Sinaï. Il mène ensuite son unité vers  Oum-Katef. C'est Nahum Sarig qui met un terme à la guerre d'Indépendance avec la prise de Oum-Rash-Rash, devenue Eilat, lors de l'opération Ovda, en avril 1949. 
Puis, après cette période de la guerre de 1948-1949, il quitte l'armée israélienne en étant l'un de ses premiers officiers généraux et retourne s'installer dans son kibboutz à Beït-Hashita, où il occupe plusieurs postes au sein du bureau exécutif. Il est également présent dans les instances dirigeantes d'une des deux grandes fédérations de kibboutz.
Il décède à l'âge de 83 ans. 